# طوقانية
روني أو طوقان (الاسم العلمي: Ramphastidae) هي فصيلة من الطيور تتبع رتبة نقاريات الشكل من طبقة عصفوريات الشكل. يسمى الواحد من أفراد هذه الفصيلة بالطوقان، وهو طائر يعيش في غابات الأمطار الاستوائية في غيانا والبرازيل والأرجنتين. يتغذى الطوقان في الطبيعة على الثمار الصغيرة، وبيض الطيور، والقوارض، والحشرات، ولكن في حدائق الحيوانات يتم إطعامه خليطا من الفاكهة مع شيء من الفيتامينات.

## أسماء أخرى
معروف في بعض البلدان العربية باسم الشلولح الاستوائي[بحاجة لمصدر].

## شكل الجسم
جسم طائر طوقان يساوي تقريبا 25 بوصات أو 64 سنتيمتر. الذكور أكبر قليلا من الإناث، لكن لونهم مماثل. الطوقان أكبر جنس في الفصيلة الطوقانية مع منقار خفيف الوزن ولكن كبير وملئ بمجموعة من الألوان اللامعة مثل الأحمر، الأصفر، الأزرق والبرتقالي. جسم الطوقان قد يكون أسود في الغالب بلونين آخرين عليه: الأحمر والبرتقالي. هذه الألوان اللامعة على المنقار والجسم يستعملان لجذب أصحاب طائر الطوقان. المنقار الكبير يستعمله لأكل الثمار والحشرات الصغيرة في الأشجار ولذلك، بسبب منقاره الكبير ويقضي أغلب وقته في الأشجار المجوفة. صورة للشجرة المجوفة تعيش طيور طوقان في مجموعات صغيرة. ضمن التي تتزاوج قد يتزاوج مرة كل سنة مثل أكثر طيور ويبني العش في الأشجار المجوفة. في العش تضع الأنثى اثنان إلى أربع بيضات. بعد أن يفقس البيض يهتم الآباء بالصغار لمدة 8 أسابيع تقريبا..

## التكيف السلوكي
تكيف خاص والطوقان في البرية في مجموعات صغيرة. على سبيل المثال عندما يرون طير جارح يتجمعون حوله ويقومون بإخافته وإبعاده. عندما ينام يلف برأسه ويضع مناقيره الطويلة على ظهره.

## صور

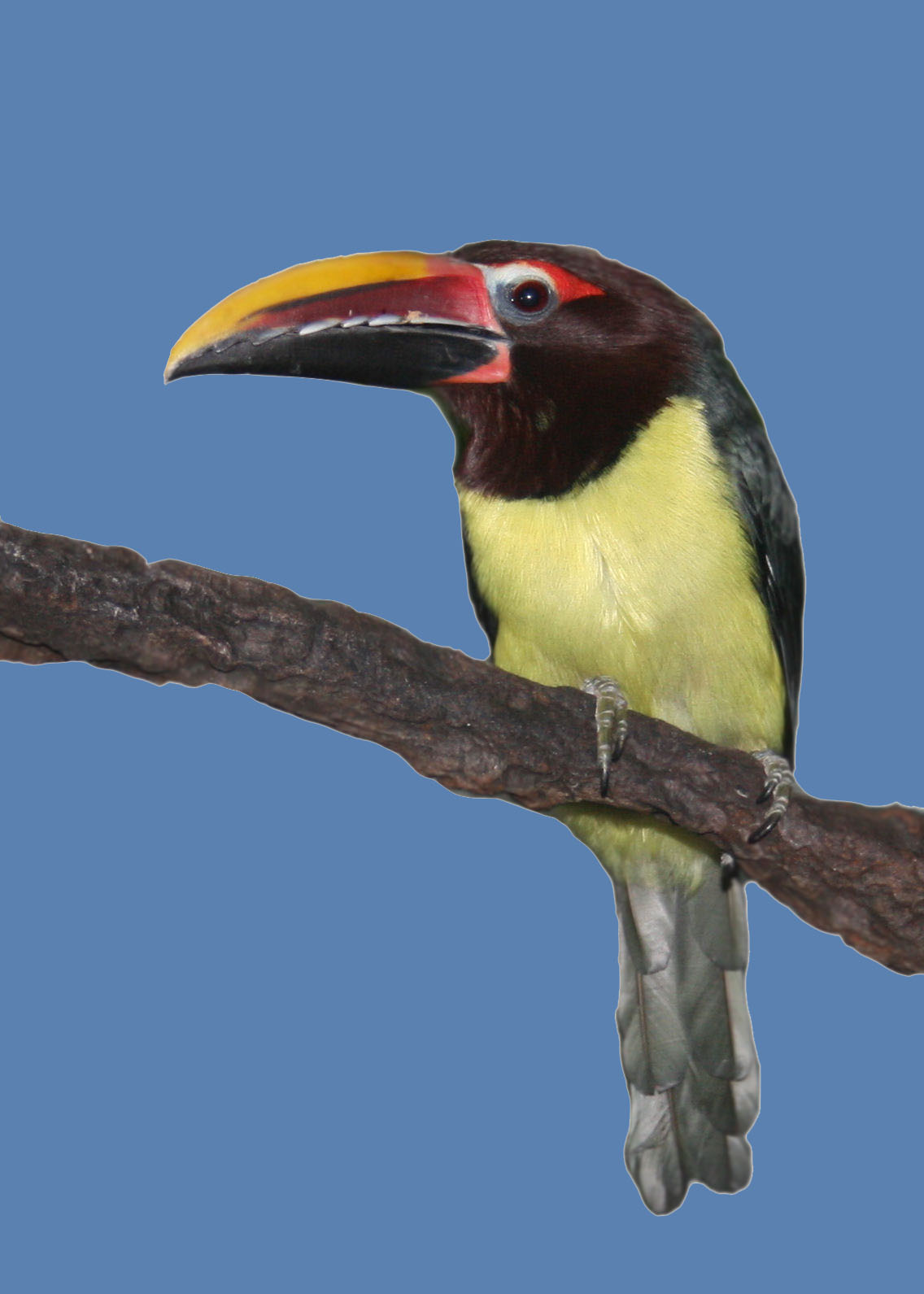
الطوقان (الشلولح الاستوائي)
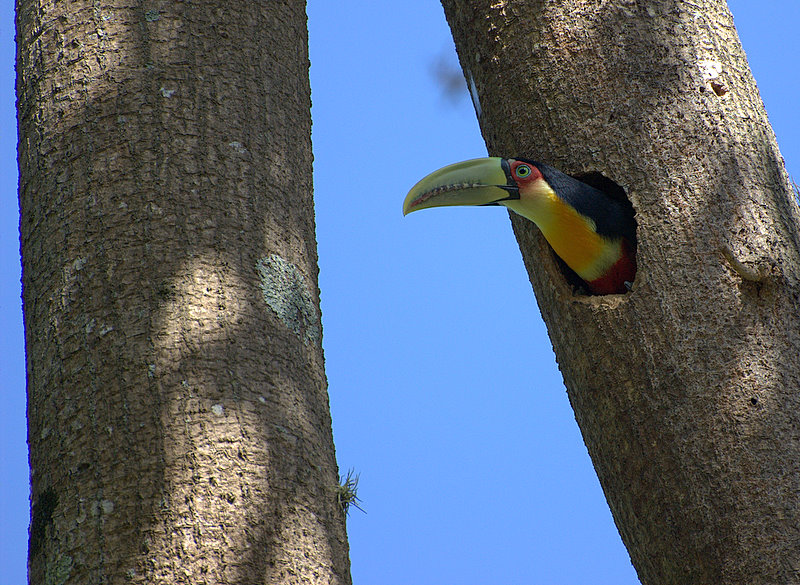
طوقان في جذع شجرة

## أجناس
- الطوقان
- طوقان الجبل
- طويقان أخضر
- طويقان ثنائي اللون
- الأركاري